# Claude Jaeger
Pour les articles homonymes, voir De Jager ou De Jaeger et Jaeger.
Claude Jaeger est un producteur de cinéma et acteur français, né le 2 avril 1917 à Genève et mort le 16 septembre 2004 à Paris.

## Biographie
Claude Jaeger, né en 1917 à Genève, est issu d'une famille protestante d’origine alsacienne, établie en Suisse, mais ayant conservé la nationalité française et qui est restée très patriote. C'est son grand-père alsacien qui a choisi de s'installer en Suisse, à la suite de l'annexion de l'Alsace par l'Allemagne. Son grand-père et son père combattent l'un et l'autre (le grand-père comme volontaire) pendant la Première Guerre mondiale, dans l'armée française.
Il effectue des études de lettres et de droit à Paris. Puis il entre comme rédacteur au ministère des Finances et prépare les concours de l’inspection des finances,. Il effectue une préparation militaire en France, dans les chasseurs alpins et est mobilisé en septembre 1939, dans l'infanterie. Mais il reste, malgré sa volonté, encaserné, comme élève officier, à Saint-Maixent-l'École. Écœuré par l'armistice, craignant d’être fait prisonnier, il quitte son régiment puis est démobilisé. Il regagne Paris.
Passionné par le cinéma, il trouve du travail comme assistant-réalisateur grâce à Nino Frank et Marc Maurette, un ami d’enfance. Parallèlement Claude Jaeger s’engage politiquement : il a rencontré par hasard Manuel Azcárate, autre ami d'enfance. Azcarate avait été condamné à mort par contumace par un tribunal militaire de Marseille. Claude Jaeger l’héberge et adhère alors au Parti communiste espagnol (PCE). À la suite d'une rafle des Espagnols en juin 1942, il se réfugie en Zone Sud, par l’entremise du futur cinéaste Gillo Pontecorvo. Ayant perdu le contact avec des membres du PCE, il rejoint, cette fois, le Parti communiste italien. Le PCI le met à son tour en contact à l'automne 1943 avec les FTP, mouvement de résistance intérieure française créé par le Parti communiste français. Il rejoint les FTP, sous le pseudonyme de « Michelin », puis devient en 1944 le « colonel Michelin » dans la Résistance, y commandant les forces de la région Bretagne (après un passage par les forces de résistance à Paris, et dans l'État-major de la résistance pour l'Ouest). Au début de l'année 1945, Claude Jaeger remplace le colonel Fabien, après sa mort pendant la Bataille d'Alsace, au sein de la direction nationale des FFI,,.
Après la guerre, il se marie à une jeune femme, qui a participé à la résistance à ses côtés, et deviendra une des photographes de l'évolution de la société française, Janine Niépce. Puis il travaille dans le cabinet du général de Lattre de Tassigny. Grâce à André Malraux, dont il a fait connaissance dans l’armée De Lattre, il obtient un poste important au Centre national du cinéma. Au sein de cet organisme, il assure la responsabilité de la production jusqu'au printemps 1950,.
Il doit quitter ces responsabilités pour des motifs politiques. Il est alors chargé par le PCF de gérer la société de production Procinex,. Cette société, anciennement nommée La Marseillaise, fondée en 1937, était le principal outil de production et de distribution du PCF dans l'industrie cinématographique, une activité jugée importante par le Parti communiste français depuis ses origines. Jusqu’au milieu des années 1950, Procinex assure la réalisation de courts-métrages politiquement marqués, comme en 1949, Vive Staline et L’homme que nous aimons le plus ou, en 1950, Les Américains en Amérique. Procinex produit également des documentaires, des films institutionnels, notamment pour des ministères, et quelques œuvres moins politiques et divertissements. La société assure aussi la distribution en France du cinéma soviétique,. Mais à partir du milieu des années 1950, le PCF, contraint par sa situation financière, est moins ambitieux sur ses objectifs politiques de réalisation cinématographique et laisse à Claude Jaeger bien plus de latitude dans le choix des sujets et des réalisateurs. Procinex participe dès lors à la production de longs-métrages de fiction, en étant davantage tournée vers le divertissement et la création artistique, notamment avec Luis Buñuel. Une autre de ses productions, Une aussi longue absence d’Henri Colpi, est distinguée par la Palme d’or au Festival de Cannes 1961,. Claude Jaeger joue également comme acteur dans plusieurs films, dont des films de Buñuel. Procinex arrête ses activités en 2003,.
Il meurt à Paris en 2004.

## Filmographie

### Producteur
- 1956 : Cela s'appelle l'aurore de Luis Buñuel
- 1961 : Une aussi longue absence d'Henri Colpi
- 1962 : La Poupée de Jacques Baratier
- 1962 : Le Diable et les Dix Commandements de Julien Duvivier
- 1964 : Une souris chez les hommes de Jacques Poitrenaud
- 1964 : La Chasse à l'homme d'Édouard Molinaro
- 1966 : La Voleuse de Jean Chapot
- 1967 : Le Mur de Serge Roullet
- 1974 : La Fille à l'envers de Serge Roullet
- 1982 : T'es folle ou quoi ? de Michel Gérard

### Acteur
- 1961 : Un nommé La Rocca de Jean Becker : Fernand
- 1964 : Le Journal d'une femme de chambre de Luis Buñuel : le juge
- 1971 : La Ville bidon (La décharge) de Jacques Baratier : le promoteur
- 1972 : Le Charme discret de la bourgeoisie de Luis Buñuel
- 1977 : Cet obscur objet du désir de Luis Buñuel : le patron du bar
- 1978 : Perceval le Gallois d'Éric Rohmer : Thiebaut de Tintaguel
- 1986 : Max mon amour de Nagisa Oshima : le zoologue
- 1992 : Nous deux d'Henri Graziani : Tancrède

### Réalisateur
- 1967 : Le Rouge et le Bleu (court métrage)

## Distinction
Médaille de la Résistance française, avec rosette (décret du 24 avril 1946)